# Domácí péče
Domácí péče é um filme de drama tcheco de 2015 dirigido e escrito por Slávek Horák. Foi selecionado como representante da República Tcheca à edição do Oscar 2016, organizada pela Academia de Artes e Ciências Cinematográficas.

## Elenco
- Alena Mihulová - Vlasta
- Bolek Polívka - Láďa
- Tatiana Vilhelmová - Hanácková
- Zuzana Krónerová - Miriam
- Sara Venclovská - Marcela
- Eva Matalová - Zelíková
- Marian Mitas